# Spizocorys sclateri
A Spizocorys sclateri a verébalakúak (Passeriformes) rendjébe, ezen belül a pacsirtafélék (Alaudidae) családjába és a Spizocorys nembe tartozó, 13-14 centiméter hosszú madárfaj. A Dél-afrikai Köztársaság és Namíbia szubtrópusi és trópusi száraz köves, bozótos területein él. Rovarokkal és magokkal táplálkozik. Augusztustól decemberig költ.

## Fordítás
- Ez a szócikk részben vagy egészben  a   Sclater's lark című angol Wikipédia-szócikk fordításán alapul.  Az eredeti cikk szerkesztőit annak laptörténete sorolja fel. Ez a jelzés csupán a megfogalmazás eredetét és a szerzői jogokat jelzi, nem szolgál a cikkben szereplő információk forrásmegjelöléseként.